# Успенский собор (Дмитров)
Собор Успения Пресвятой Богородицы (Успенский собор) — православный храм в кремле города Дмитрова Московской области, второй кафедральный собор Сергиево-Посадской епархии Русской православной церкви. Памятник архитектуры начала XVI века.

## История
Время строительства существующего собора не задокументировано. В литературе названо несколько гипотетических дат, связанных с княжением в Дмитрове князя Юрия Ивановича. Возможное ктиторство великого князя никем из исследователей серьёзно не рассматривалось. Обычно закладку собора относят к 1507 или к 1509, а завершение — к 1533 году. В монографии А. В. Яганова и Е. И. Рузаевой завершение строительства отнесено к 1512 году.
Ранее предполагалось, что погреба храма принадлежали белокаменному храму XIV века, но исследования С. А. Гаврилова 1976—1979-х годов опровергли эти гипотезы. Исследование 1976—1979 гг. опровергло и другую устоявшуюся ошибку: двухъярусные паперти вокруг церкви построены одновременно с ней. До исследования 1976—1979 гг., все историки и реставраторы, в том числе, и проводившая реставрацию Успенского собора в 1961—1965 годах Е. Р. Куницкая, ошибались в позднем происхождении папертей.
Обычно при описании архитектуры собора отмечают сильное влияние форм московского Архангельского собора, построенного в 1505—1508 годах итальянскими мастерами под руководством Алевиза Нового и по заказу Ивана III, отца дмитровского князя. Однако круг итальянизирующих элементов дмитровского собора значительно шире того набора, который можно было взять в Архангельском соборе. Следует говорить, что в обоих храмах использованы одинаковые, но по-разному интерпретированные ренессансные элементы. В публикациях отмечалось, что Успенский собор вышел строже и монументальнее своего прототипа. В постройке дмитровского Успенского собора итальянцы принимали самое непосредственное участие. Наиболее вероятным автором Успенского дмитровского собора мог быть архитектор-итальянец. Ему, как считает С. А. Гаврилов, незачем было обращаться к Архангельскому собору как к образцу. Он мог обращаться к опыту Ренессанса самостоятельно и по-своему мог преломлять свой собственный ренессансный опыт на русской почве. Публиковались разные мнения о возможных авторах (назывались имена Алевиза Нового, ростовского зодчего Григория Борисова), но без серьёзного обоснования.

## Первоначальный облик

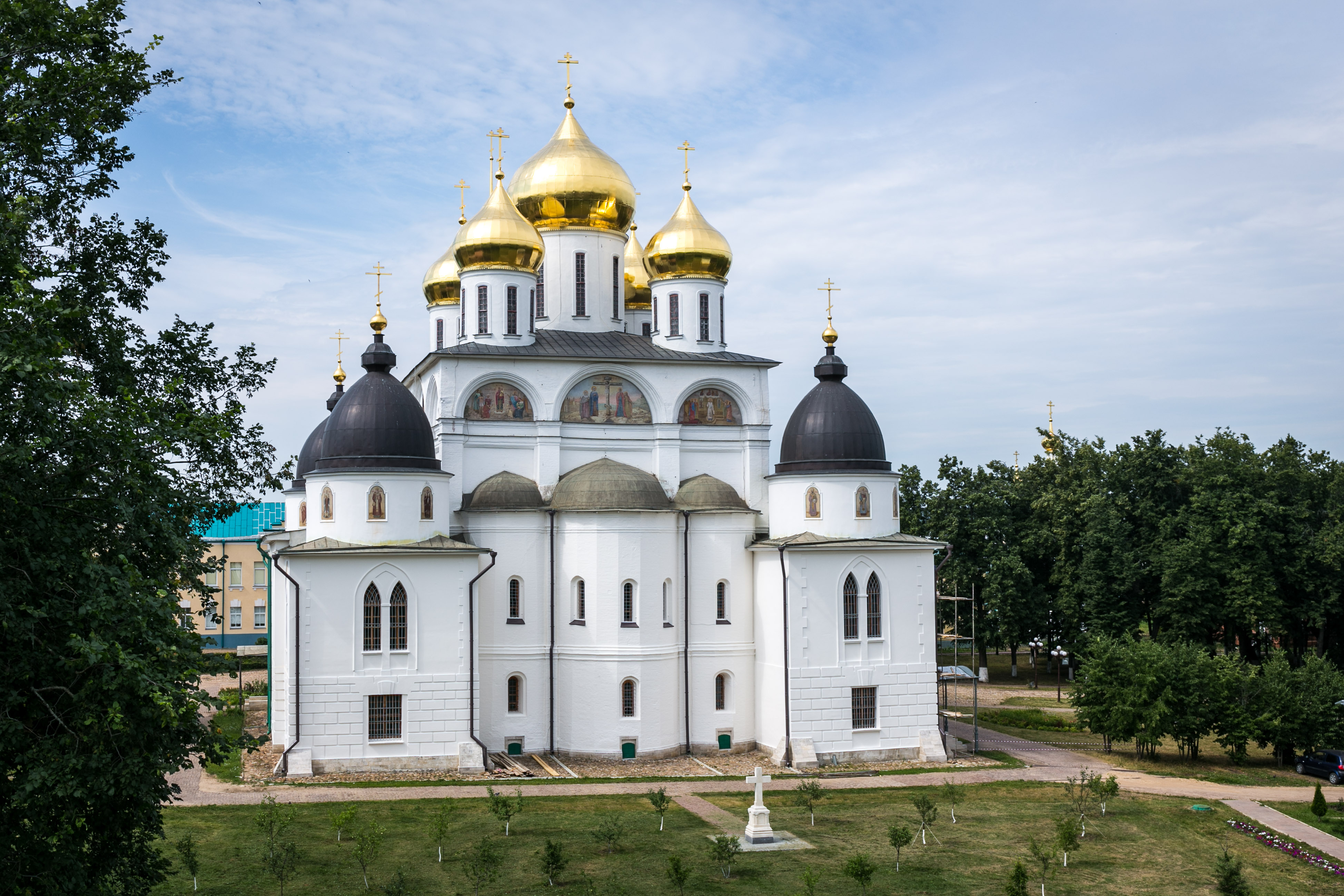
Вид с земляного вала

Пятиглавый четырёхстолпный храм крестово-купольного типа на высоком подклете и с выложенными белым камнем погребами был окружён крытой арочной галереей в два яруса и имел позакомарное лемешное покрытие. Первоначально барабаны были каменными (в настоящее время они деревянные). Исходная форма глав неизвестна.
Воздействие архитектуры Архангельского собора выразилось в приёмах обработки стен филёнками, в наличии трёхчастного антаблемента в основании закомар, которые к тому же заполнены группами окон-люкарн. К особенностям храма относят гранёную снаружи форму апсид.
Уникальными деталями наружного декора собора являются три изразцовых барельефа середины XVI века: круглый, диаметром 3 метра, барельеф, изображающий Георгия Победоносца, и два распятия. Но изразцовые иконы на фасадах собора появились только в XVIII в. По предположению В. В. Кавельмахера и М. Б. Чернышёва, привезли их дмитровские купцы с Борисоглебского собора в Старице.
По мнению С. А. Гаврилова, первоначальная звонница находилась рядом с собором, на специально устроенном выступе фундамента с восточной стороны от северной апсиды. Вероятно, в XVI начале XVII века она уже была разрушена. В начале 1980-х годов С. А. Гаврилов обнаружил первый ярус второй звонницы, пристроенной к восточной арке северной паперти. Метлин при описании ветхостей XVIII века именно эту звонницу обозначил: «колокола висят на левой стороне паперти, что в углу». Предположение А. В. Яганова о том, что это сохранившаяся часть северного крыльца, ошибочно.

## Перестройки и реставрации

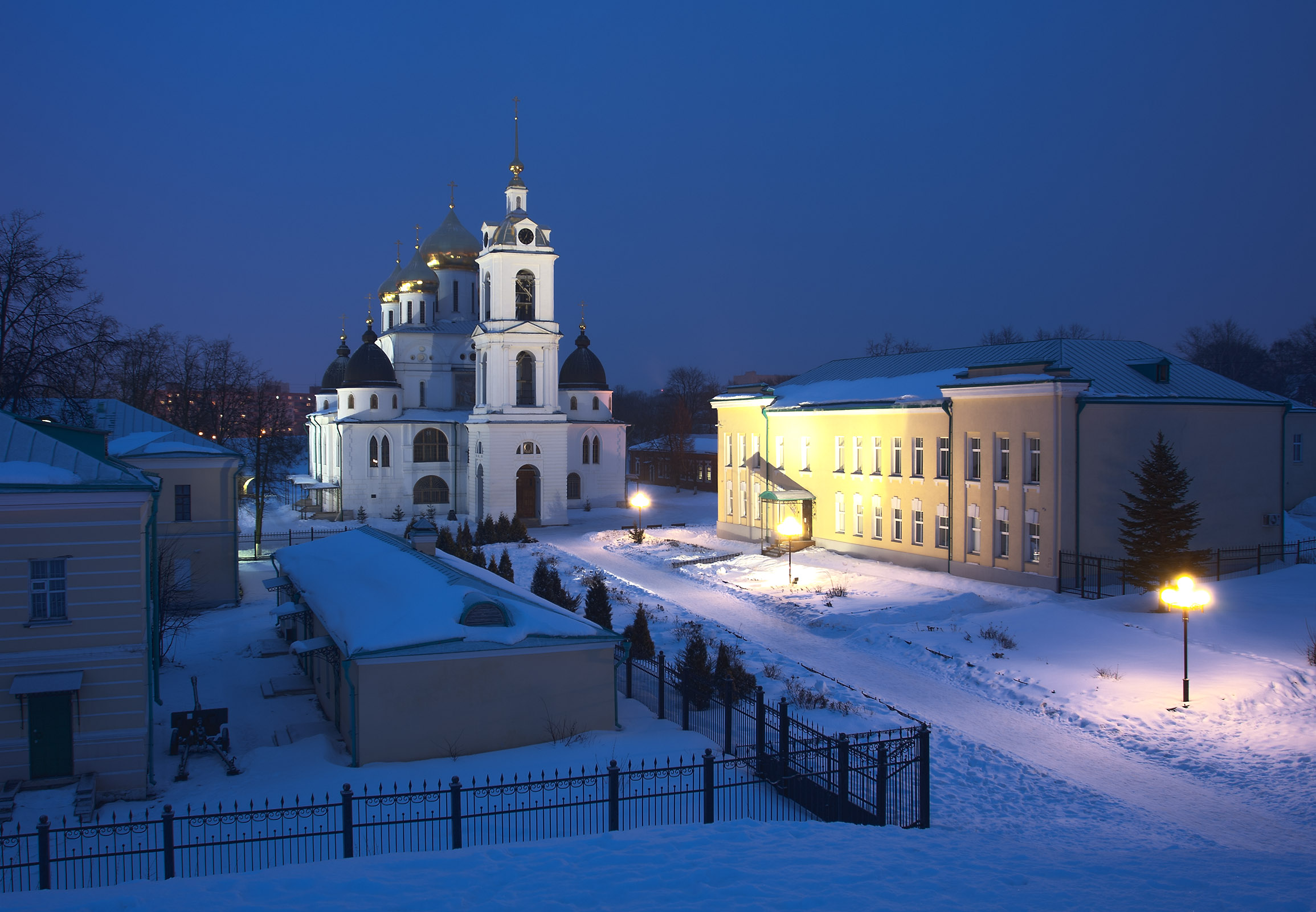
Ночная подсветка

В середине 1660-х к собору пристроили лестницу на ползучих арках, на месте её нижнего рундука в 1793—1796 по проекту архитектора М. Я. Агафонова, крепостного князя И. Ф. Голицына, была построена колокольня в стиле классицизма. Чуть ранее, в 1790—1791, позакомарное покрытие было заменено на четырёхскатную кровлю, а каменные барабаны — на деревянные.
В 1820-е годы Александром Элькинским, возможно, был реконструирован купол колокольни при установке часов, в 1823—1825 годы каменных дел мастер итальянец Л. Карлони на месте первоначальной северной галереи строит Покровский придел в псевдоготическом стиле по проекту Фёдора Шестакова 1822 года (подлинный авторский чертеж 1822 года Ф. М. Шестакова у наследников фотографа П. И. Глухова, работавшего в музее в начале 1930-х годов, в 1987 году обнаружен С. А. Гавриловым и приобретен Дмитровским музеем), в 1841 году архитектор Дмитрий Борисов строит аналогичный и с южной стороны (подлинный авторский чертеж 1842 года Д. Ф. Борисова найден и приобретен тогда же). Тогда же по углам появились ещё 4 широких деревянных барабана с куполами, придавшие всему собору пирамидальную композицию.
После революции собор долгое время функционировал, но в 1932 был закрыт и передан музею. В середине 1930-х с его куполов сняли кресты, а в августе 1941 была разобрана верхняя часть колокольни. В 1961—1965 силами МОСНРПМ под руководством Е. Р. Куницкой проведена реставрация, колокольня восстановлена, однако были сняты угловые барабаны. В 2001—2003 после новой реставрации под руководством В. И. Нестеренко по проекту архитекторов А. В. Яганова и И. Ю. Коровина их возобновили. Богослужения вновь начали проводиться в одном из приделов собора ещё в 1991, в 2002 музей переведён в новое здание, храм полностью передан Русской православной церкви и 23 июля 2003 освящён.

## Интерьер

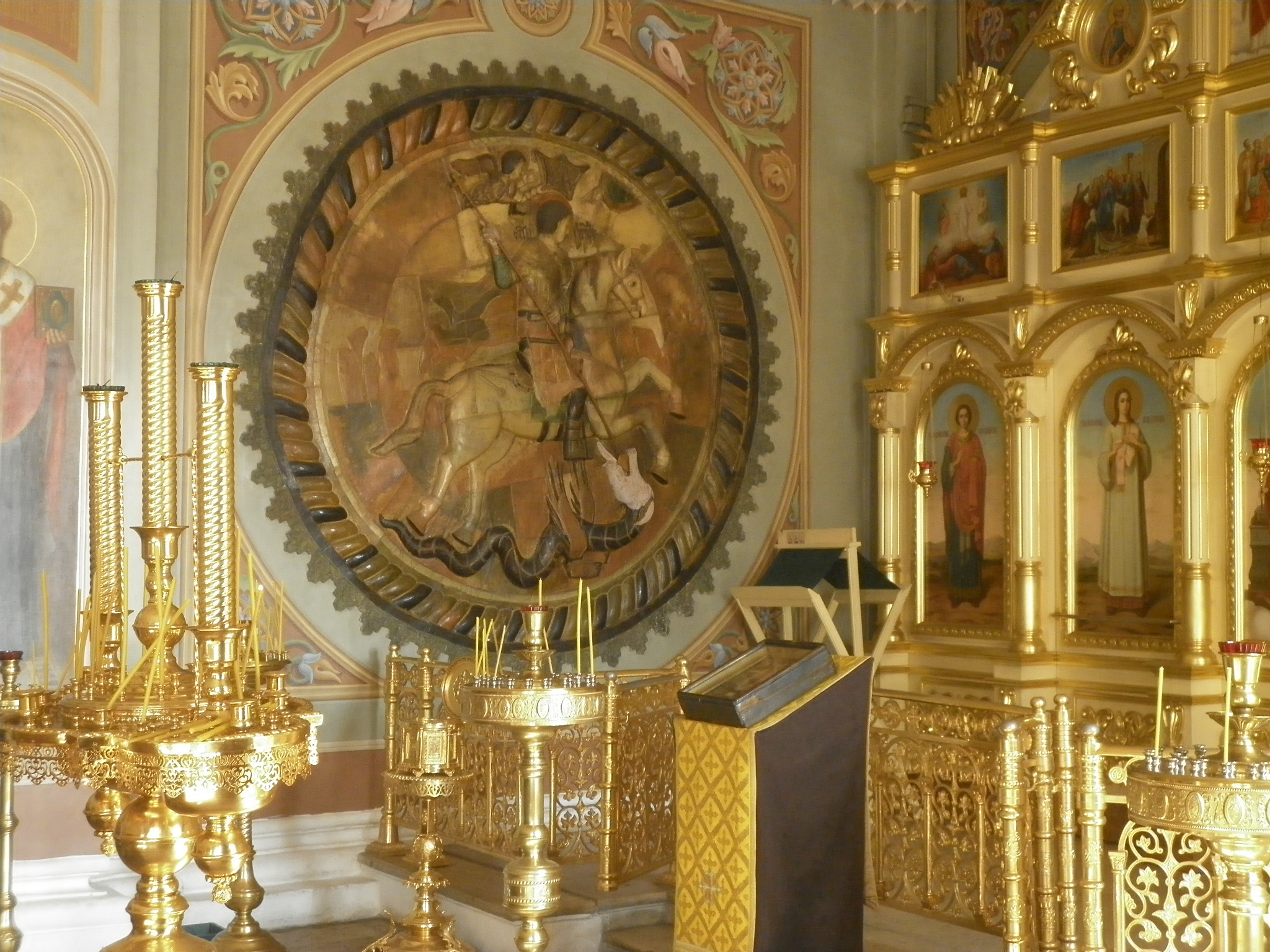
Изразцовый барельеф с изображением Георгия Победоносца (XVI век)

Сохранился резной иконостас работы мастеров Оружейной палаты (конец XVII века), две иконы которого относятся к началу XV века, а также роспись XIX века. По свидетельству кандидата искусствоведения Лидии Евсеевой, от свечной копоти и сквозняков иконы пришли на грань гибели: на иконе XV века «огромные вздутия, которые могут обвалиться»; на иконах конца XVII века шелушение. Никаких мер по спасению памятников древнерусской живописи РПЦ не принимает.
Между 1646 и 1713 годами в собор перенесена древняя икона, изображающая Дмитрия Солунского на троне и ранее хранившаяся в деревянной церкви в дмитровском кремле. Написана она была в конце XII века и, по предположению В. И. Антоновой, была подарена Всеволодом Большое Гнездо городу Дмитрову после его разорения в 1181 году. В советское время икона передана в экспозицию Третьяковской галереи. До 1933 года в соборе хранился крест (начало XIV века), ныне находящийся в запасниках Третьяковской галереи. Первая роспись стен появилась после 1813 года.
В 1792 году в собор перевезли шатровое епископское место из Крутицкого архиерейского дома, являющееся прекрасным образцом резьбы и декоративной росписи XVII века.